# Préaux-Bocage
Préaux-Bocage – miejscowość i gmina we Francji, w regionie Normandia, w departamencie Calvados.
Według danych na rok 1990 gminę zamieszkiwało 97 osób, a gęstość zaludnienia wynosiła 22 osoby/km² (wśród 1815 gmin Dolnej Normandii Préaux-Bocage plasuje się na 789. miejscu pod względem liczby ludności, natomiast pod względem powierzchni na miejscu 930.).